# Bataliony Centralnego Podporządkowania
Batalion Centralnego Podporządkowania – pododdziały Milicji Obywatelskiej składające się z poborowych odbywających służbę wojskową w MO. Wchodziły w skład Zmotoryzowanych Odwodów Milicji Obywatelskiej, złożonych z milicjantów pełniących służbę zawodową w MO.